# OpenIndiana
OpenIndiana je operační systém unixového typu pro platformy x86 a SPARC. Vychází z operačních systémů OpenSolaris (za jehož fork bývá označován) a illumos, nástupců Solarisu. Je zveřejněn především pod licencemi CDDL (především jádro) a GNU GPL (např. GNU Core Utilities). Jako přednastavené prostředí pracovní plochy používá MATE.
V rámci přetrhání vazeb s původními vývojářskými prostředky firmy Sun Microsystems koupené firmou Oracle je OpenIndiana na rozdíl od Solarisu překládaný nikoliv pomocí Sun Studia, ale pomocí GNU GCC.